# أنقليس ثعباني أصفر
أنقليس ثعباني أصفر (الاسم العلمي: Ophichthus zophochir) هو نوع من الأنقليس، يتبع فصيلة الأنقليس الثعباني.